# Коксівне вугілля
Коксівне вугілля (рос. уголь коксующийся, англ. coking coals, нім. Kokskohle) — кам'яне вугілля середніх стадій вуглефікації, з якого в умовах промислового коксування в сумішах (шихтах) з іншим вугіллям або без змішування отримують кокс.
Коксівне вугілля, на відміну від іншого кам'яного вугілля, при нагріванні вище за 300°С без доступу повітря переходить в пластичний стан і спікається при одночасному виділенні летких речовин. При підвищенні температури до 500—550°С маса твердне, утворюючи спечений твердий залишок — напівкокс, який далі втрачає кисень, водень, сірку і зазнає структурно-молекулярної перебудови, переходить в твердий вуглецевий продукт — кокс.
Коксівне вугілля характеризується в незбагаченому вигляді або в концентратах зольністю меншою 10 % і вмістом S менше 3,5 %, вихід летких речовин (Vdaf) 15-37 %. За здатністю до коксоутворення коксівне вугілля поділяють на 5 категорій — коксове, жирне, опіснене коксове, газове і слабкоспікливе.
В Україні віднесення вугілля до цієї групи передусім базується на його придатності для виробництва кондиційного доменного коксу. До коксівного вугілля відносять вугілля марок Г, ГЖ, Ж, КЖ, К, К2, ПС і П з поділом на технологічні групи за спікливістю.
Коксівне вугілля відоме у вугленосних формаціях від карбону до палеогена включно, однак понад 90 % його запасів сконцентровано в басейнах і родовищах карбону і пермі. Значні запаси коксівного вугілля знаходяться в Донецькому басейні (Україна), Печорському, Кізеловському, Кузнецькому, Південно-Якутському, Тунгуському басейнах (РФ), Аппалачському, Західному, Юінта, Грін-Рівер (США), Нортамберлендському, Південно-Уельському, Ланкаширському і Йоркширському басейнах (Велика Британія), Нижньорейнсько-Вестфальському (Рурському), Нижньовестфальському (ФРН), Верхньо- і Нижньосілезькому, Люблінському (Польща), Льежському (Бельгія), Бокаро, Ранігандж, Джхарія (Індія), Альберта (Канада), Боуен, Новий Південний Уельс (Австралія), Шаньсі, Датун (Китай), а також в Монголії, Чехії та ін.